# 岩田百蔵
岩田 百蔵（いわた ひゃくぞう、1901年 - 1978年）は、株式会社イワタの起源となる岩田活版母型製造所の創業者であり、東京活字母型工業会の会長職をつとめた。埼玉県川越市相生町生まれ。川越尋常小学校卒。

## 来歴・人物
1920年（大正9年）京橋区木挽町一丁目11に、岩田活版母型製造所を創業し、活字母型の製造販売を開始。1923年（大正12年）の関東大震災の後、工場を大森に移し、太平洋戦争中は軍事協力工場として繁忙をきわめた。1941年（昭和16年）新聞用扁平書体を完成。以後、多くの新聞社で採用されている「イワタ新聞書体」の源流となる。1947年（昭和22年）に岩田母型製造所として法人化。個人経営時は敷地が130坪ぐらいだったが、法人化にあたって設立した新工場は1000坪と拡大した。その後、書体を増やし、多くの新聞社、官公庁、出版社、写植機メ－カーに採用され、昭和30～40年代には岩田書体は活字のトップブランドとなる。1953年（昭和28年）に岩田明朝体を発表した。のちに日本の新聞や書籍において6割以上のシェアを占めることになる、岩田母型の象徴となる書体である。1950年代に当時日本に数台しかなかったベントン母型彫刻機を導入し、鉛活字の元となる母型の高精度化と大量生産を実現し日本最大の母型製造工場に成長した。1960年代以降、全国各地に支店や営業所を展開し、そのうち一つとして1988年（昭和63年）に山形県天童市にデジタル部門であるイワタエンジニアリングを設立。時代の変遷とともに各社の統廃合が進み、2001年（平成13年）に岩田母型製造所とイワタエンジニアリングが経営統合し株式会社イワタが誕生。デジタルフォントの開発と販売を生業とする株式会社イワタがただ一つ岩田の名前と歴史を引き継ぐ者として現在に至っている。2020年（令和2年）株式会社イワタは創業100周年を迎えた。

## 関連文献
- 『日本印刷人名鑑』（日本印刷新聞社、昭和30年11月5日）
- 水野昭, 「イワタUDフォントの開発経緯」『日本印刷学会誌』 2016年 53巻 3号 p.180-188, doi:10.11413/nig.53.180
- 株式会社岩田母型製造所　岩田百蔵回顧録 1920（大正9年）～1960（昭和35年）